# Art opératif

L'opération Tempête du désert, un grand exemple d'art opératif.

L'art opératif (ou stratégie opérationnelle, opératique ou encore autrefois grande tactique) est une discipline militaire complexe, relative à la théorie, la mise en place et la conduite d'opérations. Il en existe (au moins ?) deux définitions différentes et distinctes, ayant toutefois pour point commun de le lier à la tactique et à la stratégie, qui sont fréquemment confondues ou mal comprises.
La plus connue, celle sous laquelle on l'entend le plus souvent et celle qu'on peut qualifier d'« occidentale », est la préparation et la conduite des actions menées par les grandes formations (corps d'armée, armée ou groupe d'armées) d'une force armée à un niveau intermédiaire de la guerre entre tactique et stratégie, celui du théâtre d'opérations.
La seconde a été formulée par le général et théoricien militaire soviétique Alexandre Svetchine, reconnu généralement comme le premier à avoir fait mention d'art opératif, dans son traité Stratégie (« Стратегия ») en 1927. Il le définit comme « une discipline militaire à laquelle est confiée la tâche centrale d'organiser l'activité militaire en  « opérations », sur la base de buts fixés, eux, par la stratégie »,.

## Conception soviétique

### Avant sa théorisation
Avant même que l'expression ne soit formulée par Svetchine, d'autres théoriciens militaires avaient touché du bout des doigts ce concept, sans aller jusqu'à le théoriser. Ce sont par exemple, le Prussien Carl von Clausewitz, qui parle dans De la guerre d'« employer les combats favorablement à la guerre », ou plus tard l'Allemand Motlke l'Ancien qui ne comprenait pas pourquoi, malgré la victoire décisive de Sedan en 1870, les Français ne capitulaient pas et continuaient même à mobiliser de nouvelles armées. C'est également le cas du maréchal Foch dans son livre Des Principes de la Guerre. L'art opératif fut autrefois désigné sous le nom de grande tactique, par Jomini par exemple.
Il est également important de préciser que sa théorisation ne conditionne pas son existence : l'art opératif a toujours existé, sans que l'on ne sache le nommer, et certains ont su très bien le maîtriser ; c'est le cas par exemple de Napoléon Bonaparte.

### L'apport d'Alexandre Svetchine
Alexandre Svetchine est le fils d'un général russe, qui devient officier d'artillerie puis d'état-major dans l'armée du tsar Nicolas II. Il se nourrit à cette époque d'influences occidentales, dont celle d'Antoine de Jomini et surtout de Carl von Clausewitz. Il participe à la guerre russo-japonaise de 1905 et à la Première Guerre mondiale. En 1918, il se rallie au pouvoir bolchévique et devient chef de l'état-major de campagne de l'Armée rouge. Quelques mois plus tard, il est nommé enseignant en stratégie et histoire militaire à l'Académie militaire de l'Armée rouge. C'est là qu'il publie en 1927 aux éditions du Moniteur de la Guerre son ouvrage Strategiia (Stratégie). C'est dans la troisième partie du livre, « Combiner les opérations pour atteindre le but final de la guerre », qu'il traite de l'art opératif.

#### L'art opératif
Contrairement à l'autre conception, l'art opératif n'est ici pas un « niveau intermédiaire » entre tactique et stratégie. Il s'intéresse au combat tout comme à la conduite de la guerre. Svetchine part du fait que la tactique n'est pas naturellement subordonnée à la stratégie : le combat a sa logique propre, celle d'un problème que la tactique doit résoudre, tandis que c'est la politique qui impose les buts de guerre que la stratégie doit atteindre. La stratégie peut donc se retrouver à subir le combat au lieu de l'exploiter. Par exemple quand lors de la guerre de Cent Ans les victoires militaires ne permettent pas d'amener une solution politique durable, ou de même lors de la guerre de Trente Ans ou la Première Guerre mondiale.
L'objet de l'art opératif est précisément de fournir le moyen d’employer les combats favorablement à la guerre. Pour ce faire, il a besoin d’orienter dans un certain sens lesdits combats, afin d’être certain que ceux-ci participent bien du but recherché et ne constituent pas une dispersion des efforts. Cela se fait au travers d'opérations, d'où la définition de Svetchine de l'art opératif comme « une discipline militaire à laquelle est confiée la tâche centrale d'organiser l'activité militaire en  « opérations », sur la base de buts fixés, eux, par la stratégie ». L'art opératif a donc une différence de nature et pas d'échelle avec la tactique et la stratégie. L’art opératif est ce qui relie les deux, un guide qui maintient toutes les actions sur la même direction ou route, que Svetchine appelle la "ligne stratégique". Benoist Bihan le compare au harnachement de cheval – la tactique – qui servent à son cavalier – la stratégie – à le diriger, lui faire faire ce qu'il veut sans tomber ni faire de détours. Michel Goya parle plus simplement « d’un lien qui permet d’« employer les combats favorablement à la guerre » selon l’expression de Clausewitz ».
Qu'on ne s'y méprenne pas toutefois : l'art opératif n'est pas une solution à la friction et au hasard de guerre de Clausewitz.

#### L'opération
Svetchine la définit comme :

« une action de guerre où les efforts des troupes sont dirigés, sans interruption, vers l'atteinte d'un certain but intermédiaire dans un théâtre d'opérations militaires donné. Elle est un conglomérat d'actions diverses (l'élaboration du plan de l'opération ; les préparatifs logistiques ; la concentration des forces amies sur leur position initiale ; l'exécution de travaux défensifs ; faire mouvement ; livrer des batailles qui mènent à l'encerclement ou à la destruction d'une portion des forces hostiles, soit comme résultat d'un enveloppement direct, soit comme résultat d'une percée préliminaire, et capturer ou tenir une certaine ligne ou une position géographique donnée. […] Le succès dans le développement d'une opération dépend à la fois des solutions pour chacun des problèmes tactiques et de la fourniture de tous les moyens nécessaires à la conduite de l'opération sans interruption jusqu'à ce que son but final soit atteint. Sur la base du but d'une opération, l'art opératif fixe toute une série de missions tactiques et un certain nombre de prérequis logistiques. »

Benoist Bihan résume qu'elle est « le cheminement par lequel la stratégie atteint les buts qu'elle s'est fixé ». Il faut faire attention à ne pas la confondre avec certaines situations où l'on utilise le mot opération dans d'autres sens. Michel Goya précise ainsi :

« Dans le haut du spectre, on utilise ainsi parfois le terme « opération » pour ne pas dire « guerre », parce que le mot fait peur, parce que c’est normalement le parlement qui déclare la guerre, parce que déclarer la guerre à une autre entité – forcément politique, sinon ce n’est pas de la guerre mais de la police – c’est lui donner un statut d’équivalence et cela est parfois difficile à admettre lorsqu’il s’agit d’une organisation non-étatique, etc. Dans le bas du spectre, vers la tactique, on a aussi un peu de mal à distinguer dans la forme l’« opération » des « combats » à différentes échelles, qui sont aussi à la manière de poupées russes des conglomérats d’actions face à un ennemi et planifiés sensiblement de la même façon.
On invoquera alors la notion, assez subjective, d’« intensité » stratégique de l’action, mesurée en distance que l’on espère parcourir sur la fameuse ligne et on voit bien que cette importance peut-être très variable en fonction du rapport de forces matériel mais aussi psychologique. Face à adversaire très faible, une seule action peut ainsi avoir une importance considérable, comme le bombardement de Zanzibar par la flotte britannique le 27 août 1896 qui obtient en 38 minutes la destruction de la flotte ennemie et la capitulation du sultan. Face à un adversaire puissant et/ou dur, il faudra multiplier les coups, mais aussi les parades à ses coups. Sera donc baptisée « campagne » ou « opération », plus moderne, ce qui fait vraiment mal à l’adversaire ou qui inversement empêche d’avoir très mal soi-même dans un combat de boxe qui n’a pas de limites de temps et se termine forcément par un KO (destruction ou capitulation) ou abandon d’un des acteurs (négociation). Il y a une part de subjectivité dans tout cela, et c’est peut-être pour cela que l’on parle d’« art ». Retenons néanmoins ces deux critères : forte intensité et bien sûr bonne direction, car il ne sert à rien de donner de grands coups s’ils ne vont pas dans le bon sens. »

Une opération se construit sur dix notions qui s'enchaînent logiquement: 
1. La ligne stratégique: il s'agit du cheminement stratégique dans lequel s'inscrit l'opération: à quel moment et pourquoi a-t-elle lieu ?
2. Les buts: détruire l'ennemi sur le coup, ou s'emparer d'un objectif ?
3. La forme de l'opération: un grand coup, ou plusieurs frappes ? Et sous quelle forme: attaque frontale, encerclement, débarquement sur les arrières, etc ?
4. La chronologie: quel ordre suivront les actions ?
5. En découle les moyens, matériels et humains, qui seront nécessaires à chaque étape.
6. Le commandement: de quelle qualité sont le chef et de la chaîne de commandement ?
7. L'évaluation de l'adversaire: celui n'étant pas inerte, que pense-t-on qu'il pourra faire ou pas face à l'opération ?
8. L'exécution
9. Bilan de l'opération: dans quelle mesure a-t-elle échoué ou réussi ?
10. Ses conséquences[8],[9]

### Doctrines soviétiques
À partir de cette conception, les auteurs soviétiques développèrent plusieurs doctrines, notamment celle des opérations successives (dans les années 1920), celle des opérations en profondeur (dans les années 1930), de l'offensive d'artillerie (1943) et de l'offensive aérienne (1943), qui furent un socle essentiel permettant la victoire soviétique sur l'Armée allemande pendant la Seconde Guerre mondiale. Le concept a été largement adopté depuis par d'autres forces armées, notamment par l'Armée américaine.

### Méprises sur l'art opératif
L'art opératif a plusieurs fois été interprété comme un « art de la guerre soviétique », ce qu'il n'est pas. Comme la stratégie et la tactique, il appartient à la théorie générale de la guerre.
De plus, d'après Benoist Bihan, l'art opératif tel que le conçoivent les Occidentaux découle d'une mauvaise compréhension et interprétation de Svetchine.

## Conception occidentale
C'est la préparation et de la conduite des actions menées par les grandes formations (corps d'armée, armée et groupe d'armées) d'une armée à un niveau intermédiaire de la guerre entre tactique et stratégie, celui du théâtre d'opérations.

### Exemples

#### Reddition d'Ulm en 1805
La reddition du Feldmarschall-Leutnant Karl Mack à Ulm (le 20 octobre 1805) est une illustration de l'art opératif car il s'agit d'une « victoire sans bataille ». Ce résultat a été obtenu en amont de l'échelon tactique, qui est celui du combat. Dans ce cas exemplaire, l'art opératif se divise en quatre domaines-clés – mobilité, logistique, information et moral – qui ont des conséquences indirectes sur la force de frappe autrichienne. Ces quatre « domaines de supériorité » s'influencent mutuellement.
La supériorité de mouvement : la vélocité – exceptionnelle pour l'époque – de la Grande Armée lui permet de rapidement déborder et encercler l'armée autrichienne de Mack. Accessoirement, la vélocité permet aussi de créer un surnombre offensif en un point précis du théâtre d'opérations. On va voir que cette vélocité a aussi des conséquences logiques dans tous les autres domaines.
La supériorité logistique : par sa mobilité, Napoléon intercepte les lignes logistiques adverses pour « couper les vivres » à Mack. Certes, les Autrichiens peuvent toujours se battre (et ils le feront) en comptant sur leurs propres réserves mais, à plus long terme, ils sont matériellement condamnés.
La supériorité intellectuelle : déjà très pointilleux sur la confidentialité de ses opérations, Napoléon prive Mack d'informations fiables sur les Français car ces renseignements deviennent rapidement caducs : les corps d'armée français changent en effet de positions beaucoup trop rapidement. Tout cela entretient dans l'esprit de l'état-major autrichien un « brouillard de la guerre » qui est, par ailleurs, accentué par la campagne d'intoxication d'un agent infiltré, Schulmeister. En outre, le fait d'avoir un nombre croissant de routes coupées par son adversaire laisse à l'Autrichien moins d'options intellectuelles – ou de liberté de mouvement – que n'en dispose Napoléon.
La supériorité morale : elle est la conséquence de tous les éléments précités. Savoir que l'on s'est fait couper les vivres a un effet démoralisant. Savoir que l'adversaire en sait plus sur vous que vous n'en savez sur lui a également un effet moralement déplorable. Enfin, savoir qu'il est impossible d'échapper à l'adversaire sans avoir à combattre en « forçant le passage » (réduction de la liberté de mouvement), a le même effet moral. Tout cela, in fine, réduit la pugnacité et la volonté de se battre.
En résumé, Napoléon utilise sa vélocité pour obtenir sur son adversaire la supériorité logistique et l'ascendant intellectuel afin de le placer en état d'infériorité morale, et ainsi annihiler sans combat sa force de frappe. Le stratégiste américain Herbert Rosinski fait cependant remarquer qu'une telle « victoire sans bataille », comme celle de Napoléon à Ulm ou de Jules César dans la campagne de Lérida, est très exceptionnelle dans les conditions anciennes de la guerre : le plus souvent, même un mouvement opérationnel audacieux comme celui de Marlborough en 1704, déplaçant son théâtre d'opérations des Pays-Bas à la Bavière, ne dispense pas de livrer une ou plusieurs batailles. En outre, jusqu'aux progrès des moyens de communication rapides au XIXe siècle, il était rarement possible de coordonner des mouvements d'armée sur de grandes distances.